# 洛碛站
洛碛站，位于中华人民共和国重庆市渝北区洛碛镇，是渝怀铁路上的四等车站，现由中国铁路成都局集团涪陵车务段管辖。
洛碛站原为渝怀铁路的预留缓开站。2009年渝怀铁路重庆北至涪陵段增建二线工程动工，本站纳入建设范围。2015年，本站正式启用，并在9月20日开通客运服务。

## 外部連結
- 维基共享资源上的相關多媒體資源：洛碛站